# Moyen (Meurthe-et-Moselle)
Pour les articles homonymes, voir Moyen.
Moyen est une commune française située dans le département de Meurthe-et-Moselle, en région Grand Est.

## Géographie
| Fraimbois           |                 | Vathiménil        |
| Gerbéviller Vallois | Moyen           | Flin              |
| Magnières           | Domptail Vosges | Fontenoy-la-Joûte |

### Hydrographie
La commune est dans le bassin versant du Rhin au sein du bassin Rhin-Meuse. Elle est drainée par la Mortagne, le ruisseau de Foirou, le ruisseau de Gre St Clement, le ruisseau de Vathimenil, le ruisseau du Houzard, le ruisseau du Vieux Pre et le ruisseau Fouchier,.
La Mortagne, d'une longueur de 75 km, prend sa source dans la commune de Saint-Léonard et se jette  dans la Meurthe à Mont-sur-Meurthe, après avoir traversé 26 communes. Les caractéristiques hydrologiques de la Mortagne sont données par la station hydrologique située sur la commune de Gerbéviller. Le débit moyen mensuel est de 5,37 m3/s. Le débit moyen journalier maximum est de 133 m3/s, atteint lors de la crue du 3 octobre 2006. Le débit instantané maximal est quant à lui de 244 m3/s, atteint le même jour.

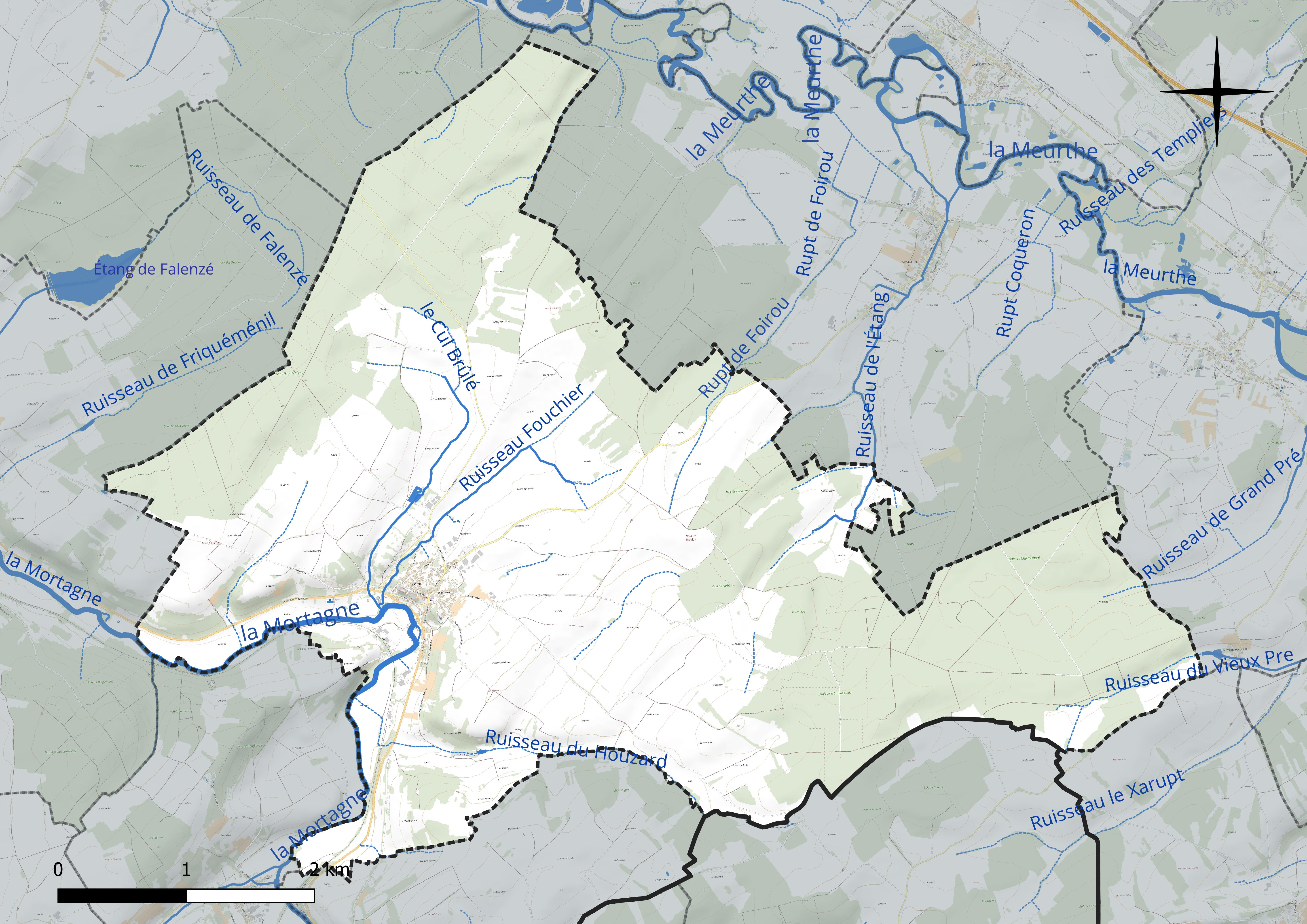
Réseau hydrographique de Moyen.

### Climat
Pour des articles plus généraux, voir Climat du Grand Est et Climat de Meurthe-et-Moselle.
En 2010, le climat de la commune est de type climat des marges montargnardes, selon une étude du Centre national de la recherche scientifique s'appuyant sur une série de données couvrant la période 1971-2000. En 2020, Météo-France publie une typologie des climats de la France métropolitaine dans laquelle la commune est exposée à un climat semi-continental et est dans une zone de transition entre les régions climatiques « Lorraine, plateau de Langres, Morvan » et « Vosges ». 
Pour la période 1971-2000, la température annuelle moyenne est de 9,6 °C, avec une amplitude thermique annuelle de 16,9 °C. Le cumul annuel moyen de précipitations est de 883 mm, avec 12,4 jours de précipitations en janvier et 9,9 jours en juillet. Pour la période 1991-2020, la température moyenne annuelle observée sur la station météorologique de Météo-France la plus proche, « Roville », sur la commune de Roville-aux-Chênes à 11 km à vol d'oiseau, est de 10,3 °C et le cumul annuel moyen de précipitations est de 833,3 mm. 
La température maximale relevée sur cette station est de 40 °C, atteinte le 25 juillet 2019 ; la température minimale est de −24,5 °C, atteinte le 2 janvier 1971,,. 
Les paramètres climatiques de la commune ont été estimés pour le milieu du siècle (2041-2070) selon différents scénarios d'émission de gaz à effet de serre à partir des nouvelles projections climatiques de référence DRIAS-2020. Ils sont consultables sur un site dédié publié par Météo-France en novembre 2022.

## Urbanisme

### Typologie
Au 1er janvier 2024, Moyen est catégorisée commune rurale à habitat dispersé, selon la nouvelle grille communale de densité à sept niveaux définie par l'Insee en 2022.
Elle est située hors unité urbaine. Par ailleurs la commune fait partie de l'aire d'attraction de Nancy, dont elle est une commune de la couronne,. Cette aire, qui regroupe 353 communes, est catégorisée dans les aires de 200 000 à moins de 700 000 habitants,.

### Occupation des sols
L'occupation des sols de la commune, telle qu'elle ressort de la base de données européenne d’occupation biophysique des sols Corine Land Cover (CLC), est marquée par l'importance des territoires agricoles (52,4 % en 2018), en augmentation par rapport à 1990 (50,7 %). La répartition détaillée en 2018 est la suivante : forêts (45,3 %), prairies (25 %), terres arables (23,2 %), zones agricoles hétérogènes (2,4 %), zones urbanisées (2,3 %), cultures permanentes (1,8 %). L'évolution de l’occupation des sols de la commune et de ses infrastructures peut être observée sur les différentes représentations cartographiques du territoire : la carte de Cassini (XVIIIe siècle), la carte d'état-major (1820-1866) et les cartes ou photos aériennes de l'IGN pour la période actuelle (1950 à aujourd'hui).

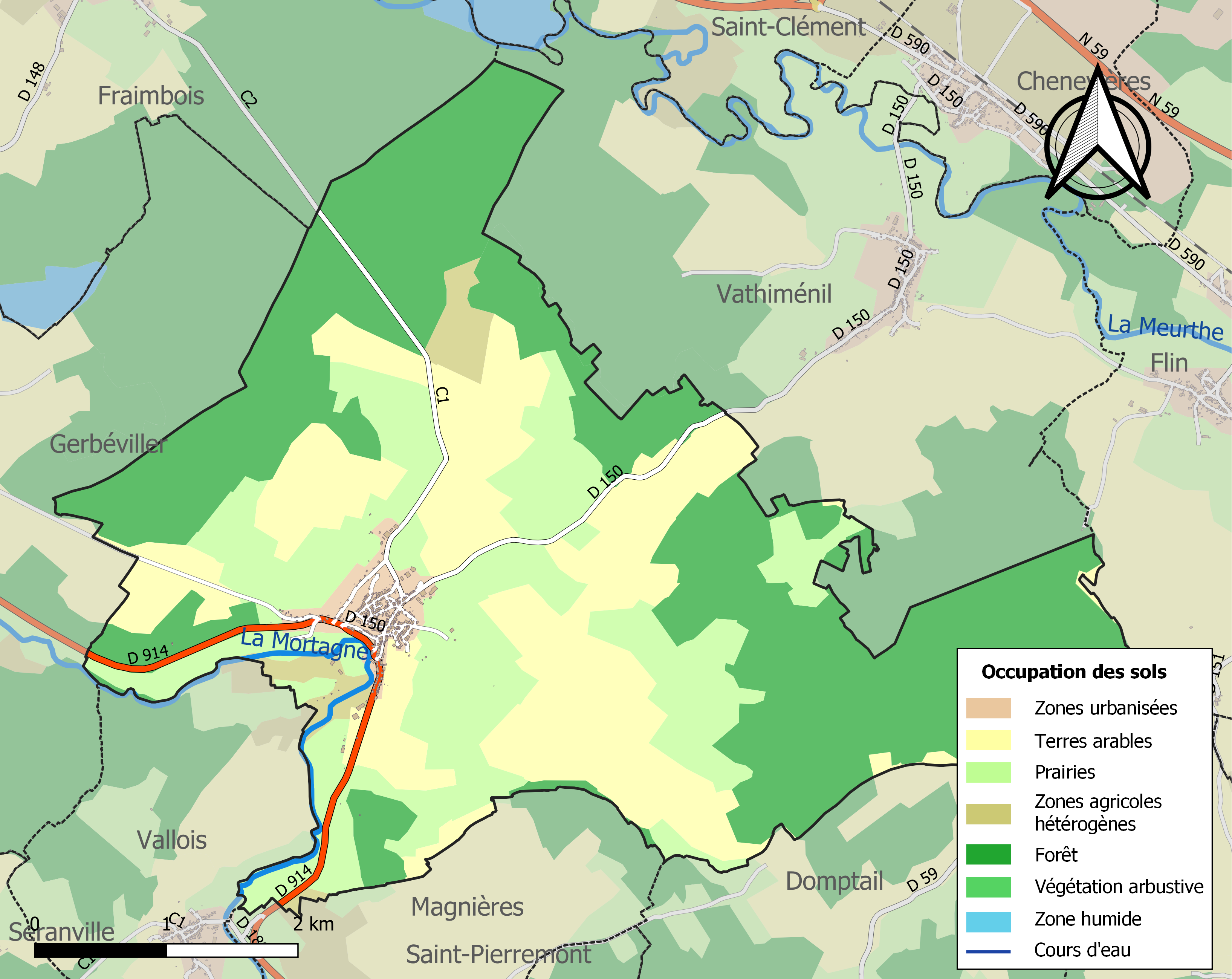
Carte des infrastructures et de l'occupation des sols de la commune en 2018 (CLC).

## Toponymie
Anciennes mentions : Modium (1114), Ecclesia de Moyn (1120), Moin (1152), Moyan (1135), Medium castrum (1153 ou 1155), Moyens (1344), Moiens et Medianus (1402). En lorrain-roman : Moyin, qui se prononce avec le ine lorrain, phonème qui n'existe pas en français.
Le village tirerait son nom de sa position médiane sur la portion de voie romaine reliant Roville-aux-Chênes à Mortagne-sur-Meurthe (ancien hameau disparu à la confluence de la Mortagne et de la Meurthe, actuellement sur le territoire de Mont-sur-Meurthe).

## Histoire
L'histoire de Moyen est pour beaucoup liée à l'histoire de son château. Carrefour d'importantes luttes d'influence, la destinée du village s'est forgée au rythme des siècles de conquêtes.

### Antiquité
À cette époque, Moyen était probablement déjà un lieu fortifié. Son nom Medium Castrum, en latin, le laisse supposer. Il y aurait un (oppidum gaulois), butte antique, à l'endroit même du château.
Située à 1300 m de Moyen, mais sur le territoire actuel de la commune de Vallois, la villa gallo-romaine de Lana, par son état de conservation, est un site archéologique important dans la région de Lunéville.

### Moyen Âge
Par lettre datées de 1109, l'empereur germanique Henry IV confirme les possessions de l'abbaye de Senones à Moyen.
Au XIIe siècle, période mal connue, le nom de Moyen apparaît dans de nombreux documents comme un lieu fortifié. Dom Calmet attribue la propriété du village en bloc à l'abbaye de Senones.
En 1224, Jean d'Apremont, évêque de Metz achète à l'abbaye de Senones tous les biens que celle-ci possède à Moyen, sauf les dîmes et le droit de patronage.
De 1224 au milieu du XVe siècle, les successeurs de Jean d'Apremont continuent à acquérir les biens que possèdent divers seigneurs et abbayes. Ils deviennent les seuls maîtres du pays. Moyen devient donc une châtellenie importante qui comprend Vathiménil, Chenevières, Saint-Clément, Laronxe et le prieuré de Mervaville. La garde de la châtellerie est confiée à un châtelain.
En 1296, Simon chevalier de Parroy donne à Henri de Blâmont le fief que Perrier, dit de Saveront de Vic tenait de lui en la ville de Moyen.
En août 1302, le curé de Moyen reconnaît tenir des religieux de Senones les terres et prés qui appartenaient autrefois à Henrion de Bayon et situés sur le ban de Moyen.
En 1342, l'évêque de Metz engage au duc Raoul ce qu'il possède à Moyen.    
En 1444, l'évêque de Metz, Conrad II Bayer de Boppart fait raser l'ancien château pour construire une puissante forteresse à Moyen. La maison seigneuriale, la chapelle, le palais épiscopal et les remparts sont édifiés. C'est à cette époque que le château prend le nom de Qui Qu'en Grogne. Pourquoi ? Dom Calmet rapporte que l'évêque de Metz y faisait travailler les bourgeois d'Épinal qui étaient ses sujets. Les seigneurs des environs en auraient pris ombrage et se mirent à grogner. Conrad II n'en tint pas compte, et pour marquer son mépris, nomma son château Qui-qu'en-grogne.
Il agrandit la châtellenie dont Moyen était le chef-lieu en y ajoutant le ban de Saint-Clément. Moyen devint alors une des plus belles places de l'évêché de Metz.
Son successeur, George Ier de Bade, y décède le 11 octobre 1484. Son corps fut transporté et enseveli dans la cathédrale de Metz.

### Ancien régime

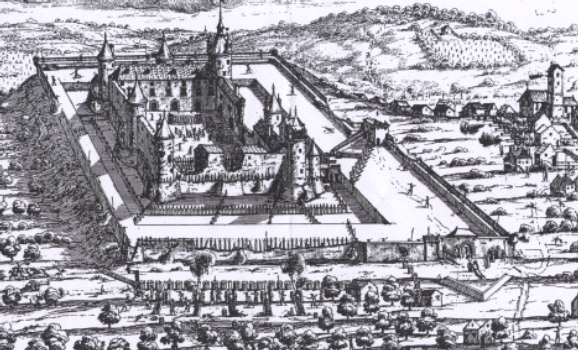
Gravure du château de Moyen par François Collignon.

En 1555, le cardinal Robert de Lenoncourt, alors évêque de Metz (serviteur du roi de France), obtient une garnison française pour Moyen. Passage probable des protestants de France et d'Allemagne à Moyen.
En 1582, passage des Bourguignons.
En 1588 on lit dans les comptes du domaine de Blâmont : «il a plu à son altesse de quitter aux habitants de Moyen et de St-Clément 120 réseaux et 4,5 bichets d'avoine pour les ruines des guerres ».
En 1591, les Espagnols saccagent la forteresse.
En 1597, les reîtres font probablement les plus gros dégâts au château. Battus à Thiébauménil, ils brûlent le village et le château. Le château sera reconstruit et c'est sans doute à cette époque que sont apparues les fenêtres à meneaux qu'on voit en diverses parties du bâtiment.
En 1635, le château, alors français, est capturé par les Lorrains (Charles IV duc de Lorraine). Commandée par Jean d'Arbois de Xaffévillers, la garnison alors mise en place, ne résiste que peu de temps au maréchal de La Force, commandant des troupes françaises (5 jours). C'est le manque d'eau (18 septembre) qui fera tomber le château et qui donnera l'idée de creuser le puits.
En 1636, le duc de Lorraine, Charles IV, demande aux Lorrains de reprendre le château, ce qu'ils font.
En 1640, Moyen avait un escholâtre, autrement dit, un régent d'école et donc une école.
En 1639, Richelieu fait mettre le siège devant le château de Moyen. C'est François du Hallier, gouverneur de Nancy, qui se charge de la besogne en compagnie, dit-on, de 4000 hommes. Antoine Thouvenin et une centaine d'hommes tiennent alors le château. Ils répondent par des sorties audacieuses aux salves d'artillerie. Finalement, le 15 septembre une capitulation est signée. Richelieu fait, par la suite, démanteler le château.
En 1763 est construite la faïencerie (voir la section Monuments).
En 1769, Moyen fut le théâtre d'un curieux fait judiciaire. Lors de l'annexion de l’évêché de Metz à la France, le droit ancien fut maintenu. Moyen faisait partie de cet évêché. Lors des plaids annaux, des gens de justice étaient nommés ; ils étaient les représentants locaux de l'évêque, « haut justicier de la communauté ». Ordinairement, ce dispositif judiciaire ne traitait que des affaires bénignes mais en 1769, un garçon du village « bien connu pour être dément », assassina son oncle. L'événement surpris la justice locale qui n'étaient pas préparée pour juger une fait aussi grave. L'affaire fut rapidement menée et le jeune garçon fut condamné à la pendaison. L'intéressé déclara sa volonté de faire appel du jugement. Cette demande eu pour effet de transférer le second jugement à la justice royale de Metz. La chambre de la Tournelle reconnut la démence. Elle condamna le suspect à être « enfermé à vie avec les furieux dans l’hôpital de la Magdelaine... Aux frais de la seigneurie de Moyen ». On comprend mieux ainsi pourquoi les échevins locaux étaient si pressés de condamner à mort le coupable.

### Révolution française et Empire
À la Révolution, le château est vendu comme bien national. La propriété est morcelée, les pierres de la forteresse de Moyen servent aux villageois pour bâtir leurs maisons. Le quartier du Raimont en témoigne.

### Période moderne
1888, Moyen compte 10 hectares de houblonnières et 115 hectares de vignes, bien que l'on en ait arraché 40 ha au cours des années précédentes. Le vin de Moyen est de qualité et peut rivaliser avec les meilleurs vins de Lorraine selon l'auteur de la monographie de 1888. Le même dit aussi que les gelées sont fréquentes, raison pour laquelle la surface occupée par la vigne tend à diminuer. Les statistiques agricoles publiées dans ce document laissent entrevoir une nette orientation de l'agriculture locale vers l'élevage bovin et ovin, ce qui est encore rare à cette époque en Lorraine.
Le bureau de poste de Moyen est créé par décision du 12 avril 1898 et mis en service le 16 décembre de la même année.

### Époque contemporaine
De nos jours, le château est classé monument historique, il fait l'objet de travaux de restauration qui, chaque année, contribuent à lui redonner son aspect d'origine.

## Politique et administration
| Période                                  | Période                      | Identité                       | Étiquette | Qualité           |
| ---------------------------------------- | ---------------------------- | ------------------------------ | --------- | ----------------- |
| vers 1875                                |                              | Charles Nicolas Alphonse Chaux |           |                   |
| Les données manquantes sont à compléter. |                              |                                |           |                   |
| avant 1914                               | après 1918                   | Camille Roze                   |           | résistant déporté |
| 1959                                     | 1971                         | Maurice Poinsard               |           |                   |
|                                          | 1983                         | Maurice Louis                  |           |                   |
| 1983                                     | 2008                         | André Herique                  | PS        |                   |
| 2008                                     | 2020                         | Francis Villaume               |           |                   |
| 2020                                     | En cours (au 3 juillet 2020) | Ludivine Géant                 | DVD       | Infirmière        |

## Population et société

### Démographie
L'évolution du nombre d'habitants est connue à travers les recensements de la population effectués dans la commune depuis 1793. Pour les communes de moins de 10 000 habitants, une enquête de recensement portant sur toute la population est réalisée tous les cinq ans, les populations de référence des années intermédiaires étant quant à elles estimées par interpolation ou extrapolation. Pour la commune, le premier recensement exhaustif entrant dans le cadre du nouveau dispositif a été réalisé en 2006.

En 2022, la commune comptait 522 habitants, en évolution de −5,26 % par rapport à 2016 (Meurthe-et-Moselle : −0,13 %, France hors Mayotte : +2,11 %).
| 1793 | 1800 | 1806  | 1821  | 1831  | 1836  | 1841  | 1846  | 1851  |
| ---- | ---- | ----- | ----- | ----- | ----- | ----- | ----- | ----- |
| 981  | 933  | 1 080 | 1 178 | 1 214 | 1 200 | 1 204 | 1 190 | 1 207 |

| 1856  | 1861  | 1872  | 1876  | 1881  | 1886  | 1891 | 1896 | 1901 |
| ----- | ----- | ----- | ----- | ----- | ----- | ---- | ---- | ---- |
| 1 135 | 1 111 | 1 077 | 1 117 | 1 052 | 1 039 | 956  | 904  | 888  |

| 1906 | 1911 | 1921 | 1926 | 1931 | 1936 | 1946 | 1954 | 1962 |
| ---- | ---- | ---- | ---- | ---- | ---- | ---- | ---- | ---- |
| 859  | 907  | 797  | 736  | 705  | 658  | 686  | 614  | 583  |

| 1968 | 1975 | 1982 | 1990 | 1999 | 2006 | 2011 | 2016 | 2021 |
| ---- | ---- | ---- | ---- | ---- | ---- | ---- | ---- | ---- |
| 525  | 508  | 506  | 550  | 502  | 530  | 522  | 551  | 528  |

| 2022 | - | - | - | - | - | - | - | - |
| ---- | - | - | - | - | - | - | - | - |
| 522  | - | - | - | - | - | - | - | - |

## Culture locale et patrimoine

### Lieux et monuments
- Château Qui qu'en grogne XVe siècle et XVIe siècle, classé monument historique par arrêté du 16 octobre 1992[31]. Château mentionné au XIIe siècle ; acquis au XIIIe siècle par les évêques de Metz qui lui donnèrent le nom de Qui-Qu'en-Grogne en le reconstruisant au XVe siècle ; pris en 1597 par le duc de Bouillon, et en 1653 par les Français qui le démantelèrent en 1639. Un seul bâtiment a survécu jusqu'en 1956 (incendie), maison dite "des Abbés", tour de la prison, salle des gardes, ancienne chapelle, vestiges de deux enceintes, puits.
- Faïencerie : construite en 1763 par Gabriel Chambrette, héritier de la faïencerie de Lunéville par son père Jacques Chambrette (1705-1758). Mais Lunéville se trouve dans le duché de Lorraine et Chambrette fils souhaite établir une succursale de son entreprise sur terre évêchoise afin d’y diffuser sa production sans payer de droits de douane. En 1763, l’évêque de Metz lui donne le droit de s’établir à Moyen, à 17 kilomètres de Lunéville. Le bâtiment est établi à proximité d'un petit ruisseau, alimenté par un puits (?) du château, dont l'eau sert au pétrissage de la terre. Elle commence à produire dans le courant de l'année 1765 des pièces de table semblables à celles fabriquées à Lunéville. La faïencerie ne fonctionne pas très bien, ne vend pas assez, et s'endette. En 1770, on pose les scellés sur les portes de l’entreprise. Elle est mise en vente. Françoise Briot en fait l’acquisition et la revend en 1772 à Joseph Curé Lacroix propriétaire de la faïencerie de Rambervillers. Lorsque ce dernier décède en 1782, sa veuve cède la manufacture en 1783. En 1791, la production cesse sur le site. Une tradition locale, vraisemblablement erronée assigne au bâtiment une reconversion en filature dans les premières années du XIXe siècle. Utilisée comme maison par la suite, l'usine est presque totalement détruite entre 1983 et 1986. Les faïences de Moyen ont des décors au petit feu dans le goût de la fin du 18e siècle, avec beaucoup de motifs d’oiseaux. Il semble qu’après 1782 on ne produise plus que de la faïence commune de grand feu.
- Moulin, puis cartonnerie Sainte-Marguerite (2e moitié XVIIIe siècle ; 3e quart XIXe siècle ; 1er quart XXe siècle). Appartenait à la mense épiscopale de Metz. Vendu comme bien national le 30 avril 1791. Possédait en 1858 six paires de meules dont quatre étaient entraînées par une roue hydraulique et deux par une turbine. Agrandissement dans le courant du 3e quart XIXe siècle. Usine réglementée en 1835, 1862 et 1866. Transformation en cartonnerie en 1923 pour Marcel et Paul Jacquemin de Saint-Dié et, construction de bâtiments supplémentaires à cette occasion (ateliers de fabrication, chaufferie, cheminée d'usine, dite alors cartonnerie sainte Marguerite, elle-même désaffectée en 1936.
- Pont médiéval sur la Mortagne.
- L'église Saint-Martin XIVe siècle tour latérale, avec son lustre en cristal moulé de Baccarat (seconde moitié du XIXe siècle) et la partie instrumentale de l'orgue attribuée à Blesi Jean (facteur d'orgues) du XVIIIe siècle

### Équipements culturels
Petit musée du château de Qui-Qu'en-Grogne : classe 1900 reconstituée, petit musée agricole, salle d'archéologie, salle avec miniatures de châteaux forts.

### Personnalités liées à la commune
- Paul Batiment (1920-1944), Compagnon de la Libération, mort pour la France devant Baccarat, est inhumé dans la commune.

### Héraldique, logotype et devise
| Blason de Moyen | Blason  | De gueules au château de quatre tours pavillonnées d'argent, à la porte coulissée ouverte du champ, le tout mouvant de la pointe, surmonté d'un écusson aussi d'argent chargé d'un lion de sable, armé, lampassé et couronné d'or.                                                                  |
| Blason de Moyen | Détails | Le château de Qui-Qu'en-Grogne est ici stylisé par un château à quatre tours. L'écu au lion de sable sont les armes des Bayer, pour rappeler que c'est Conrad Bayer de Boppard, évêque de Metz, qui entreprit la construction de cette forteresse. Le statut officiel du blason reste à déterminer. |

#### blasons populaires

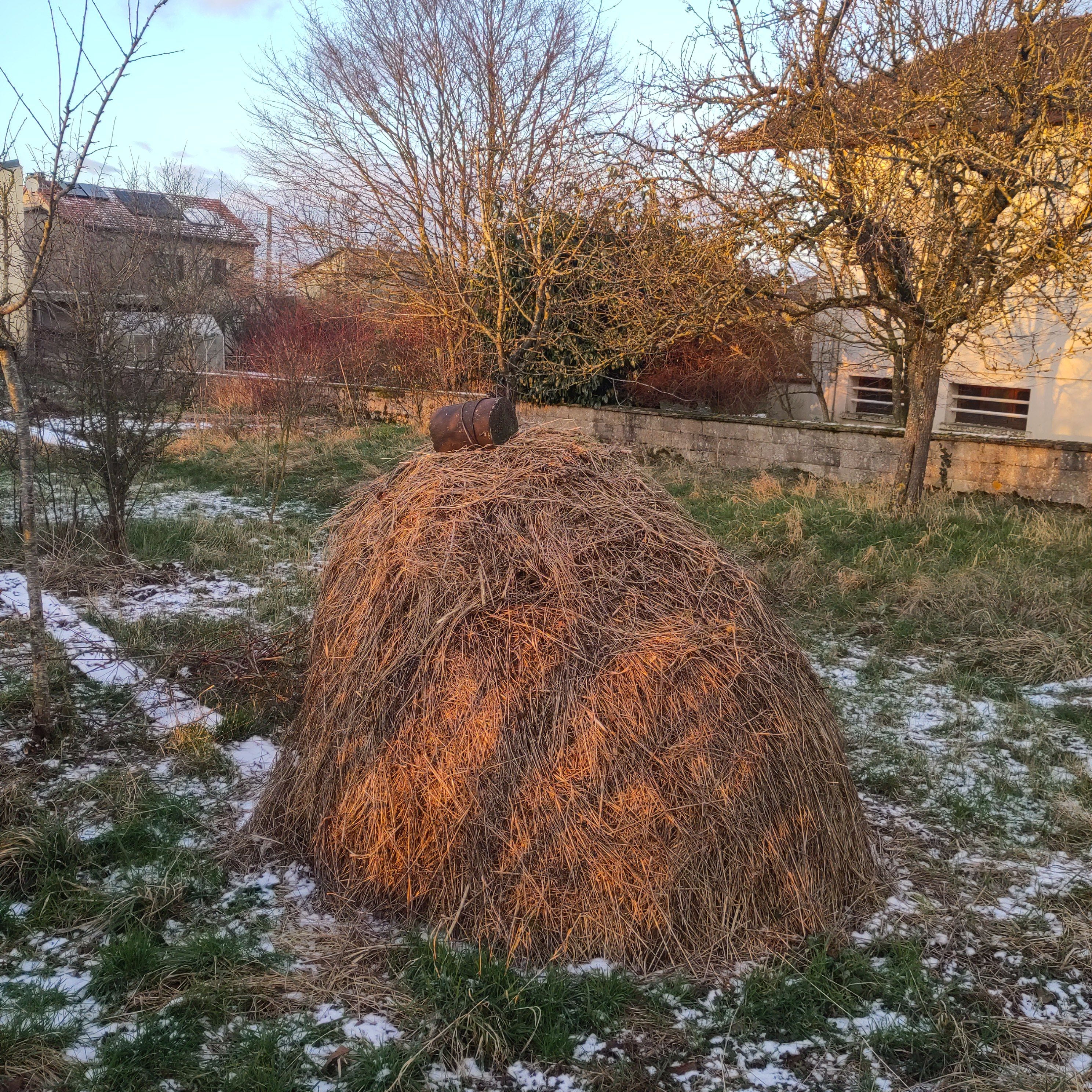
un petit tas de fourrage nommé « bocotte » en Lorraine romane

Les habitants étaient surnommés les Boucs et surtout les Bocottes (des petites meules de foin dans la prairie).